# اچ‌ام‌اس ایسوزو (۱۹۰۵)
اچ‌ام‌اس ایسوزو (۱۹۰۵) (به انگلیسی: HMS Gala (1905)) یک کشتی بود. این کشتی در سال ۱۹۰۵ ساخته شد.